# Agathia angustilimes
Agathia angustilimes là một loài bướm đêm trong họ Geometridae.